# Jonathan Mendelsohn (Sänger)
Jonathan Mendelsohn (* 19. Juni 1980 in Brooklyn, New York City) ist ein US-amerikanischer Sänger und Songwriter. Er gehört zu den bekanntesten männlichen Sängern mehrerer Genres im Bereich der Electronic Dance Music. Seine Lieder mit Trance-Produzenten wie Cosmic Gate und Dash Berlin wurden zweimal für einen IDMA-Award nominiert. Zusammen mit Brennan Heart entstanden mehrere Produktionen, wovon Imaginary als einer der populärsten Hardstyle-Hymnen gilt. Weiterhin war er Sänger von dem Lied Echo, welches auf Hardwells Album United We Are erschien, sowie von weiteren Produktionen, die auf dessen Label Revealed Recordings veröffentlicht wurden. Mit diesen DJs hatte Mendelsohn weltweite Auftritte auf Festivals wie EDC, Defqon.1 und Amsterdam Dance Event. Insgesamt konnten jeweils mehrere von Mendelsohn gesungene Lieder im Bereich Trance, Hardstyle und Bigroom die entsprechenden Beatport Top-5 erreichen, darunter drei #1-Platzierungen.    

## Werdegang

### Bis 2012: Frühe Karriere & Entdeckung durch Trance-Produzenten
Mendelsohn wuchs in Upstate New York als Sohn einer Konzertpianistin auf. Von ihr erlernte er musikalische Grundlagen wie Akkordfolgen und schrieb seine ersten eigenen Lieder im Alter von 11 Jahren. Zu seinen Einflüssen zählten Popmusiker der frühen 90er-Jahre, unter anderem Mariah Carey, Björk und Tori Amos. Während seiner Zeit in der High School kam er mit der Rave-Kultur in Berührung und entdeckte so seine Begeisterung für elektronische Musik. Er begann, sich mit Musikproduktion zu beschäftigen und nahm nach seinem Schulabschluss Kurse in Audio Engineering. Darüber hinaus errichtete er sein eigenes Homestudio und war unter dem Namen MENDy als DJ tätig. Mendelsohn veröffentlichte seine ersten Produktionen auf YouTube und trat 2007 mit seinem eigenen Lied Over bei der Amateur Show im Apollo Theater in Harlem auf. Diesen Gesangswettbewerb konnte er für sich entscheiden, sodass Chris Brann von Wamdue Project auf ihn aufmerksam wurde. Zusammen mit dem Elektro-Projekt entstand die Kollaboration Forgiveness im Rahmen eines Plattenvertrags mit Sony BMG. Außerdem produzierten sie eine Neufassung ihres Nummer-1-Hits King of My Castle mit der Stimme Mendelsohns.
In 2009 steuerte Jonathan Mendelsohn das Songwriting und als erster männlicher Sänger die Vocals für 3 Lieder des Albums We Love Machine von Way Out West bei. Daraufhin wurde er für eine Zusammenarbeit mit Nic Chagall beauftragt, welcher eine Hälfte des Trance-Duos Cosmic Gate ist. Der entstandene Track This Moment ist für Mendelsohn der erste aus dem Bereich EDM und wurde mehrfach von Armin van Buuren in seiner Radioshow A State Of Trance aufgeführt. Dadurch ersuchte ihn auch Dash Berlin für die Kollaboration Better Half Of Me. Das Lied wurde 2012 für den IDMA-Award in der Kategorie Best Trance Track nominiert. Durch weitere Lieder in Zusammenarbeit mit Dash Berlin erlangte Jonathan Mendelsohn erste internationale Bekanntheit im Bereich Trance. Daneben erreichte das Lied Till Tonight, welches 2010 von Laidback Luke produziert wurde, die niederländischen Charts und erhielt einen offiziellen Remix von Ferry Corsten.  

### Ab 2013: Erfolge in Bigroom, Hardstyle und Trance

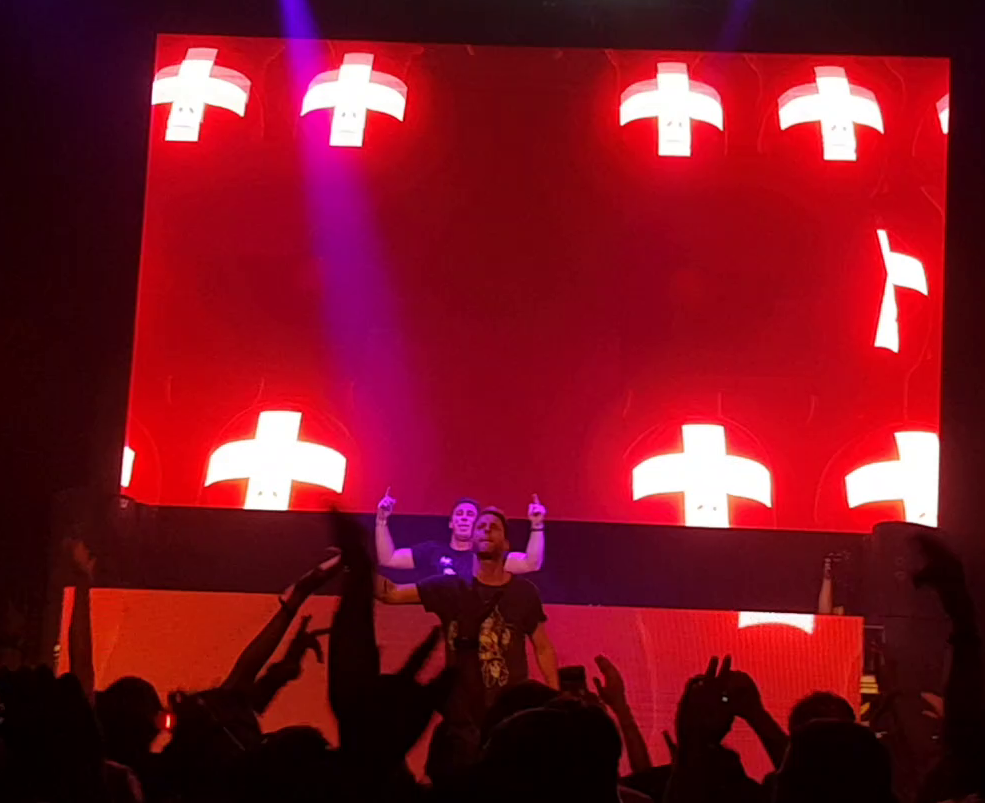
Jonathan Mendelsohn mit Hardwell (hinten) bei der Revealed Night 2017 im Rahmen des Amsterdam Dance Events

Das erste von Mendelsohn gesungene Lied im Bereich Hardstyle wurde von Brennan Heart produziert und trägt den Titel Imaginary. Es feierte 2013 bei der Defqon.1 Endshow Premiere und war Bestandteil von Brennan Hearts drittem Studioalbum Evolution of Style. Es erreichte den #1 Rang der Beatport Hard Dance Charts und war insgesamt 777 Tage in der Top 100 vertreten. Es wurde außerdem zur #1 der Q-dance Hardstyle Top 100 des Jahres 2013 gewählt. Mendelsohn hatte mit dem Lied Auftritte bei der Defqon.1 2015 sowie bei I AM Hardstyle 2018 in Mannheim. Mit 44 Mio. Aufrufen auf Spotify sowie 20 Mio. auf Youtube (Stand: 2020) entwickelte sich Imaginary zu einer der Hymnen des Hardstyle-Genres. Weitere Lieder aus dem Bereich Hardstyle, ebenfalls mit Brennan Heart, konnten in den nächsten Jahren an den Erfolg anknüpfen. So erreichte Follow The Light 2014 auch eine hohe Beatport Platzierung (#6) und wurde in die Q-dance Top 100 des Jahres gewählt (#16), ebenso Be Here Now 2016 mit Beatport Platz #2 und Q-dance Top 100 Rang 28.      
2014 folgten weitere Lieder mit Trance-Produzenten wie Andrew Rayel und Ørjan Nilsen, welche auf Armada veröffentlicht wurden. Anfang 2015 erschien Hardwells Album United We Are, welches das Lied Echo mit den Vocals von Jonathan Mendelsohn beinhaltet. Dabei handelt es sich bei dem Track um eine Kombination aus Trance und Bigroom. Es wurde von Hardwell in seiner Radioshow Hardwell On Air (Episode #201) premiert und war Bestandteil der Livesets seiner United We Are Welttournee. Im April wurde Echo zusätzlich als Singleauskopplung veröffentlicht. Dabei werden vom Fachmagazin Dance-Charts die „herausragenden Vocals von Jonathan Mendelsohn“ hervorgehoben. Die Single erreichte die #1 Platzierung der niederländischen iTunes-Charts sowie #2 weltweit. Auf Beatport konnte der #2 Platz im Bereich Trance erreicht werden. Gleichzeitig wurde das offizielle Musikvideo veröffentlicht, in dem Jonathan Mendelsohn, wie bei vielen anderen seiner Lieder, zu sehen ist.
Ebenfalls 2015 entstand die Kollaboration Ghost in the Machine zusammen mit Blasterjaxx und MOTi bei Spinnin' und konnte #6 der Beatport Charts sowie erstmals die Höchstplatzierung im Bereich Bigroom erreichen. Im Rahmen zweier Produktionen mit Fedde le Grand trat Mendelsohn regelmäßig in seiner Show GRAND im Königlichen Theater Amsterdam sowie einmal im Ziggo Dome auf. Ein weiteres Lied mit dem Titel Open My Eyes war die offizielle Hymne des Empire Festivals und sein erster Release bei Revealed Recordings. Es folgten 3 weitere mit dem schwedischen House-Produzenten Kaaze, der vorher schon seinen Song Echo remixte. Die erste Kollaboration We Are Legends entstand zusätzlich mit Hardwell und wurde auf seiner Hardwell & Friends EP Vol. 1 veröffentlicht. Es ist der dritte Beatport #1 Song von Mendelsohn, diesmal erneut im Bereich Bigroom. Das EDM-Magazin Dancing Astronaut bezeichnet den Beitrag von Mendelsohn als „harmonische Vocals, die den Track zusammenhalten“. Die zweite Kollaboration mit Kaaze trägt den Titel End Of The World und erhielt einen Hardstyle-Remix von Dr Phunk. Das dritte gemeinsame Lied Poison Lips erschien 2019 auf Kaazes Album Dreamchild.
Für die Kollaboration This Is Love von Hardwell & Kaaze sowie Hardwells Solorelease Being Alive, welche beide beim Tomorrowland 2018 aufgeführt wurden, war Jonathan Mendelsohn für das Songwriting verantwortlich.

## Auszeichnungen

### International Dance Music Awards
- 2012: Nominierung in der Kategorie Best Trance Track für Better Half Of Me (mit Dash Berlin)
- 2014: Nominierung in der Kategorie Best Trance Track für Steal You Away (mit Dash Berlin & Alexander Popov)

### Q-dance Top 100
- 2013: #1 für Imaginary (mit Brennan Heart)
- 2015: #16 für Follow The Light (mit Brennan Heart)
- 2016: #28 für Be Here Now (mit Brennan Heart)
- 2017: #53 für Broken (mit Brennan Heart & Code Black)
- 2018: #66 für Coming Back To You (mit Brennan Heart)

## Diskografie

### Singles
- 2008: Wamdue Project – King of My Castle [Pacha]
- 2009: Nic Chagall – This Moment [High Contrast]
- 2009: Wamdue Project – Forgiveness [Fierce Angel]
- 2010: Laidback Luke – Till Tonight [Mixmash]
- 2010: Laidback Luke – Timebomb [Mixmash]
- 2010: Marco V – Coming Back [In Charge]
- 2010: Laurent Wolf – Love We Got [Wolf Project]
- 2011: Chris Kaeser – Walking Away [House And Love]
- 2011: Dash Berlin – Better Half Of Me [Aropa]
- 2011: World Sketch – Wonderful [Roth Project]
- 2011: David Morales – You Just Don't Love Me [Ultra]
- 2011: Dennis Shepherd – Bring Me Back [High Contrast]
- 2011: World Sketch – Never Letting Go [Roth Project]
- 2011: World Sketch – Ready To Love [Roth Project]
- 2012: Cazwell, Get Far, DAB – Something For Everybody [Melodica]
- 2012: Morgan Page, Andy Caldwell – Where Did You Go [Nettwerk]
- 2012: Dash Berlin – World Falls Apart [Aropa]
- 2012: Jody Wisternoff – Back To Me [Anjunadeep]
- 2012: Jody Wisternoff – Out Of Reach [Anjunadeep]
- 2012: Jody Wisternoff – Slowmotion [Anjunadeep]
- 2012: David Morales – Last Time [Ultra]
- 2012: StoneBridge, Matt Joko ft. Crystal Waters – Standing In Your Way [Zouk]
- 2012: Gina Star – Tears [LOI]
- 2013: Juanjo Martin – Tonight [Supermartxe]
- 2013: Dash Berlin & Alexander Popov – Steal You Away [Aropa]
- 2013: Brennan Heart – Imaginary [WE R]
- 2013: Dohr & Mangold – Hurricane [Trice]
- 2014: Orjan Nilsen – Apart [Armada]
- 2014: Tenishia – A New Dream [Black Hole]
- 2014: Andrew Rayel – One In A Million [Armada]
- 2014: World Sketch – Starlight [Roth Project]
- 2014: Tritonal – Satellite [Enhanced]
- 2014: Venom One – Earthquake [Coldharbour]
- 2014: Brennan Heart – Follow T he Light [WE R]
- 2015: Hardwell – Echo [Ultra]
- 2015: Nic Chagall – This Time [Wake Your Minds]
- 2015: Bryan Milton – Give Me The Love [Sine]
- 2015: Juanjo Martin – Shooting Star [Clipper's Sound]
- 2015: Honey Dijon & Tim K – Thunda [Classic]
- 2015: Blasterjaxx & MOTi – Ghost In The Machine [Spinnin']
- 2015: Cosmic Gate – All My Life [Armada]
- 2016: Avedon, Ale Q – Open My Eyes (Tom Swoon Edit) [Revealed]
- 2016: Juanjo Martin – Memories [Blanco y Negro]
- 2016: Fedde Le Grand – Miracle [WePLAY]
- 2016: Fedde Le Grand – Lost [WePLAY]
- 2016: Mark Sixma – Way To Happiness [Armind]
- 2016: Alexander Popov – World Like This [Armada]
- 2016: Brennan Heart – Be Here Now [WE R]
- 2017: Blasterjaxx – Black Rose [Maxximize]
- 2017: Andrew Rayel – Home [Armada]
- 2017: Andrew Rayel – Forgiven [Armada]
- 2017: Standerwick – Streets Of Gold [Armind]
- 2017: Tenishia – Sun Comes Again [Interplay]
- 2017: Hardwell & Kaaze – We Are Legends [Revealed]
- 2017: Brennan Heart – Broken [WE R]
- 2017: Kaaze – End Of The World [Revealed]
- 2017: Shane 54 – Return To Love [Armada]
- 2017: Futuristic Polar Bears – In My Dreams [Knightvision]
- 2018: Seven Lions & Jason Ross – Ocean [Ophelia]
- 2018: Solarstone – This Is Where It Starts [Black Hole]
- 2018: Brennan Heart – Coming Back To You [WE R]
- 2019: Jason Ross – Close Your Eyes [Anjunabeats]
- 2019: Dash Berlin – Locked Out Of Heaven [Armada]
- 2019: Dash Berlin – Nothing Hurts Like Love [Bodywrmr]
- 2019: Navarra – Young At Heart [Pitch]
- 2019: Gareth Emery, Ashley Wallbridge – Never Before [Garuda]
- 2019: Kaaze – Poison Lips [Revealed]
- 2020: Wolfpack – Moving Mountains [Smash The House]

### Songwriter
- 2018: Hardwell – Being Alive
- 2018: Hardwell & Kaaze – This Is Love